# Ботанический сад Сыктывкарского государственного университета
Ботани́ческий сад Сыктывкарского госуда́рственного университе́та — ботанический сад России с экспозицией различных растений. Расположен в юго-западной части города Сыктывкар. Объект историко-культурного и природного наследия — памятник природы федерального значения.
В саду представлено 395 видов 226 родов 78 семейств растений из пятнадцати регионов земного шара.

## История сада
Ботанический сад был создан в 1974 году в окрестностях города Сыктывкара. Продолжительный период природный объект находился в запущенном состоянии, но в последнее время проводится постоянная работа по восстановлению и развитию территории природного памятника. Правда пока ещё имеются большие площади, занятые сорной травой и люпином, но даже среди них затерялись уникальные растения.
Территория ботанического сада составляет свыше 32 гектар. Здесь представлена одна из самых богатых коллекций живых растений в Северном регионе. Большая работа проводится сотрудниками и студентами университета по объединению в коллекции растений, по совершенствованию о обновлению представителей флоры, по оформлению клумб, дорожек, малых архитектурных форм. 

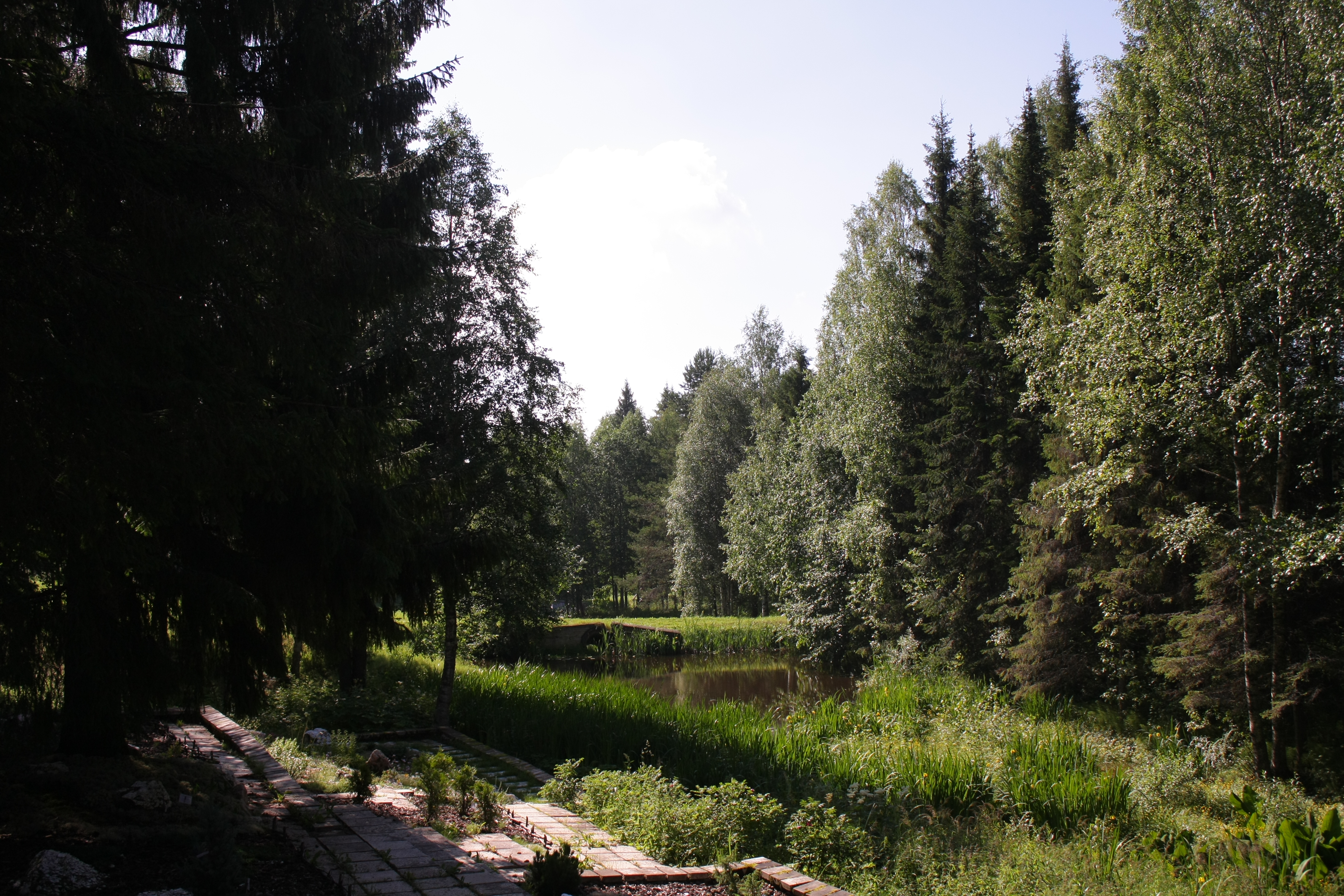
На территории сада

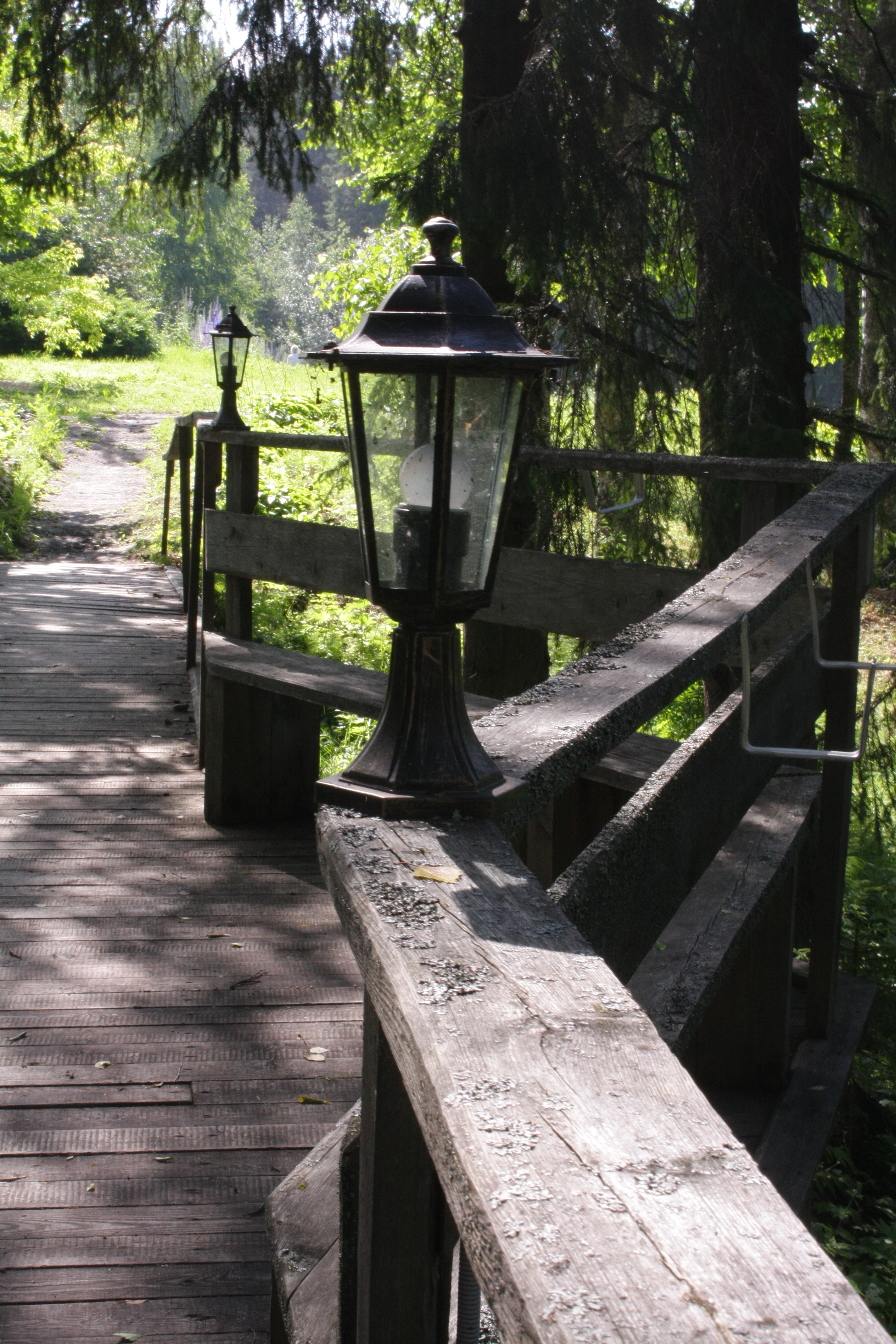
Малые архитектурные формы

На территории парка представлены более 2000 видов растений, которые завезены из различных климатических зон планеты. Все они произрастают под открытым небом. 
Перед входом в сад смонтирована и представлена альпийская горка. В центральной части размещена уникальная экспозиция «Сад в тени», в которой представлены растения, чувствующие себя благоприятно в условиях недостатка солнечного света, здесь же и коллекция хвойных растений. Имеется в саду и рокарий – каменистый сад, повторяющий природный ландшафт. Клумбы с различными видами пионов являются самым популярным объектом у посетителей. Был открыт садовый центр, который предлагает по доступным ценам декоративные растения и цветы: можжевельник, сирень, тую, розы, краснолистный клен, различные сорта спирей. Также на территории была возведена теплица, которая используется для выращивания растений в закрытом грунте, и посадочного материала для собственных нужд и под реализацию населению.
Основная цель работы коллектива ботанического сада заключается в обеспечении и поддержке высокого уровня знаний и практических навыков научной работы у студентов-биологов, а также для экологического образования посетителей природного объекта.

## Структура
Вся территория ботанического сада была разделена на сектора, специализирующиеся как на определенных растениях, так и на видах изыскательской деятельности. В структуру ботанического сада входят:
- Ботанический сад.
- Биологическая научно-учебная база.
- Ботанический сад (Агробиостанция), которая расположена в центре города.
- Биологическая станция.

## Охрана объекта
Охрана объекта осуществляется Сыктывкарским государственным университетом.